# 粗鱗星杜父魚
粗鱗星杜父魚，為輻鰭魚綱鮋形目杜父魚亞目杜父魚科的其中一種，為溫帶海水魚，分布於西北太平洋北海道函館海域，棲息深度74-180公尺，體長可達5公分，棲息在砂石底質海域，生活習性不明。

## 擴展閱讀
維基物種上的相關：粗鱗星杜父魚